# نبرد عین‌التمر
جنگ عین‌التمر (به عربی: معركة عين التمر) این جنگ در عراق رخ داده‌است و یکی از رشته جنگ‌های صدر اسلام است که بین ایران و اعراب در سال ۶۳۳ میلادی به وقوع پیوسته‌است. «عین التمر» نام مکانی است در نزدیکی انبار و بر جانب غربی فرات با نخلستان‌ها و قریه‌هایی چند در کنارهٔ صحرا. این شهر در اختیار ساسانیان بود و ایرانیان در آنجا سلاح‌گاه داشتند.
بعد از سقوط حیره به دست خالد بن ولید، خالد رهسپار ناحیهٔ «عین التمر» شد. گویند پسر بهرام چوبین به نام «مهران بهرام چوبین» در آن ناحیه فرمانروا بوده‌است. مهران فرمانده سربازان پارسی بود. عرب‌های مسیحی که با ساسانیان هم‌پیمان بودند و مشتمل بودند از، قبیله‌های «النمر» و «تغلب» و «ایاد» تحت فرماندهی عقه بن ابی عقه در آنجا فراوان بودند.
«عقه» به «مهران» سردار ساسانی پیشنهاد کرد که در این جنگ خود به تنهایی و بدون کمک قشون پارسیان با مسلمانان بجنگد، وی به «مهران» گفت که ما عرب‌ها بیشتر از دیگران با نبرد عرب‌ها آشنا هستیم، مهران چون دید این مسئله به نفع سربازان ایرانی است و اگر سربازان در جنگ شرکت نکنند آسیبی نمی‌بینند، با رأی عقه موافقت کرد. «عقه بن ابی عقه» با لشکر خود به تنهایی به ملاقات خالد رفت، جنگ بین دو طرف درگرفت، ولی دیری نگذشت که خالد توانست عقه را اسیر کند، پس از اسارت عقه بدست خالد سپاه عقه فرو پاشید و خالد در جنگ پیروز شد. مهران چون این خبر را شنید جای درنگ ندید و راه گریز را پیش گرفت. یاران عقه نیز گریختند و در شهر حصاری شدند. خالد شهر را در حصار افکند و کار بر آنها تنگ گرفت. اعراب امان خواستند، خالد نپذیرفت آخر شهر را به جنگ گرفت و عقه و یارانش را هلاک کرد و اسیر و غنیمت بسیار بدست آورد.
درون قلعه خالد دید که ۴۰ کودک از کودکان مسیحیان در اتاقی در حال آموزیدن انجیل هستند، و در اتاق را به روی ایشان بسته‌اند، در را شکست و کودکان بیرون آورد. از بین این کودکان یکی «سیرین» پدر محمد ابن سیرین بود که یکی از نامدارترین خواب‌گزاران مسلمان در سده‌های میانه بود. و دیگری «نصیر» بود، پدر موسی بن نصیر فاتح اندلس بود.